# Kwintus Cecyliusz Metellus Balearyjski
Kwintus Cecyliusz Metellus Balearyjski (łac.Quintus Caecilus Metellus Balearicus) – członek wpływowego plebejskiego rodu rzymskiego Cecyliuszy, starszy syn Kwintusa Cecyliusza Metellusa Macedońskiego, konsula w 143 p.n.e.
Sprawował preturę ok. 126 p.n.e. W 123 p.n.e. został konsulem, sprawował prawdopodobnie namiestnictwo Hiszpanii Bliższej (Hispania Citerior) i udał się na wojnę z piratami, których bazą działania były Wyspy Balearyjskie. W latach 128-121 p.n.e. pozostał na tym terenie w randze prokonsula opanowując ostatecznie wyspy. Dokonywał masowych rzezi mieszkańców oraz założył na Majorce miasta Palma i Pollentia zasiedlone sprowadzonymi Italikami z Hiszpanii. Po powrocie do Rzymu odbył triumf za zwycięstwa w Balearach i zyskał przydomek (agnomen): Balearyjski (Balearicus). W 120 p.n.e. był cenzorem.
Był ojcem:
- Kwintusa Cecyliusza Metellusa Neposa – konsula w 98 p.n.e.
- Cecylii Metelli – westalki i kapłanki bogini Junony Sospity.
- Cecylii Metelli – żony Appiusza Klaudiusza Pulchera, konsula w 79 p.n.e.